# Ski (by)
 For alternative betydninger, se Ski (flertydig).
59°43′08″N 010°50′07″Ø / 59.71889°N 10.83528°Ø
Ski er en by i den tidligere Ski kommune, som i 2020 blev sammenlagt med Oppegård kommune til  Nordre Follo kommune. i Viken fylke i Norge som fik bystatus i 2004. Ski var administrationscenter i Ski kommune. Byområdet Ski, med 13.262 indbyggere (2019) strækker sig ind i Ås Kommune.
Østfoldbanens ydre og indre linje mødes i Ski, og stedet blev derfor et trafikknudepunkt for dele af Viken, og Ski er en typisk stationsby.
Ski kommune havde 27.010 indbyggere (pr. 01.01.06 iflg. Statistisk Sentralbyrå).
I byen ligger Ski Storsenter, Ski Station, to videregående skoler (Ski og Drømtorp) og sygehus. Der ligger et industriområde i udkanten af byområdet.